# أرتيشيا
أرتيشيا (بالإنجليزية: Artesia)‏ هي إحدى مدن ولاية نيومكسيكو في الولايات المتحدة الأمريكية.

## التركيبة السكانية
حدّد مكتب تعداد الولايات المتحدة بيانات التركيبة السكانية لأرتيشيا في تعداد الولايات المتحدة. في ما يلي، التركيبة السكانية حسب تعدادي 2000 و2010.

### تعداد عام 2000
بلغ عدد سكان أرتيشيا 10,692 نسمة بحسب تعداد عام 2000، وبلغ عدد الأسر 4,080 أسرة وعدد العائلات 2,895 عائلة مقيمة في المدينة. في حين سجلت الكثافة السكانية 374.6 نسمة لكل كيلومتر مربع (970.2/ميل2). وبلغ عدد الوحدات السكنية 4,593 وحدة بمتوسط كثافة قدره 160.9 لكل كيلومتر مربع (416.7/ميل2).
وتوزع التركيب العرقي للمدينة بنسبة 72.25% من البيض و1.44% من الأمريكيين الأفارقة و1.54% من الأمريكيين الأصليين و0.20% من الأمريكيين ذوي الأصول الآسيوية و0.15% من سكان جزر المحيط الهادئ و21.56% من الأعراق الأخرى و2.86% من عرقين مختلطين أو أكثر و44.98% من الهسبانيون أو اللاتينيون من أي عرق.
بلغ عدد الأسر 4,080 أسرة كانت نسبة 40.5% منها لديها أطفال تحت سن الثامنة عشر تعيش معهم، وبلغت نسبة الأزواج القاطنين مع بعضهم البعض 52.8% من أصل المجموع الكلي للأسر، ونسبة 14.2% من الأسر كان لديها معيلات من الإناث دون وجود شريك، بينما كانت نسبة 4% من الأسر لديها معيلون من الذكور دون وجود شريكة وكانت نسبة 29% من غير العائلات. تألفت نسبة 26.6% من أصل جميع الأسر من عدة أفراد يعيشون في نفس المنزل ونسبة 13% كانت تتألف من شخص يعيش بمفرده يبلغ من العمر 65 عاماً أو أكثر. وبلغ متوسط حجم الأسرة المعيشية 2.61، أما متوسط حجم العائلات فبلغ 3.15.
بلغ العمر الوسطي للسكان 35.1 عاماً. وكانت نسبة 30.3% من القاطنين تحت سن الثامنة عشر، وكانت نسبة 8.9% بين الثامنة عشر والرابعة والعشرين عاماً، ونسبة 25.5% كانت واقعةً في الفئة العمرية ما بين الخامسة والعشرين والرابعة والأربعين عاماً، ونسبة 20.1% كانت ما بين الخامسة والأربعين والرابعة والستين، ونسبة 14.6% كانت ضمن فئة الخامسة والستين عاماً فما فوق. يوجد لكل 100 أنثى 92.4 ذكر، ويوجد لكل 100 أنثى في الثامنة عشر من عمرها فما فوق 88.1 ذكر.
بلغ متوسط دخل الأسرة في المدينة 29,529 دولارًا، أما متوسط دخل العائلة فبلغ 34,598 دولارًا. وكان متوسط دخل الذكور 30,085 دولارًا مقابل 19,566 دولارًا للإناث. وسجل دخل الفرد الخاص بالمدينة 13,911 دولارًا. وكانت نسبة 15.7% من العائلات ونسبة 20.1% من السكان تحت خط الفقر، وكان من هؤلاء نسبة 25.6% تحت سن الثامنة عشر ونسبة 20% في الخامسة والستين من العمر وما فوق.

### تعداد عام 2010
بلغ عدد سكان أرتيشيا 11,301 نسمة بحسب تعداد عام 2010، وبلغ عدد الأسر 4,277 أسرة وعدد العائلات 2,970 عائلة مقيمة في المدينة. في حين سجلت الكثافة السكانية 396 نسمة لكل كيلومتر مربع (1,025.6/ميل2). وبلغ عدد الوحدات السكنية 4,724 وحدة بمتوسط كثافة قدره 165.5 لكل كيلومتر مربع (428.6/ميل2).
وتوزع التركيب العرقي للمدينة بنسبة 74.52% من البيض و1.18% من الأمريكيين الأفارقة و1.57% من الأمريكيين الأصليين و0.38% من الأمريكيين ذوي الأصول الآسيوية و0.04% من سكان جزر المحيط الهادئ و18.91% من الأعراق الأخرى و3.40% من عرقين مختلطين أو أكثر و51.84% من الهسبانيون أو اللاتينيون من أي عرق.
بلغ عدد الأسر 4,277 أسرة كانت نسبة 38% منها لديها أطفال تحت سن الثامنة عشر تعيش معهم، وبلغت نسبة الأزواج القاطنين مع بعضهم البعض 48.4% من أصل المجموع الكلي للأسر، ونسبة 14.6% من الأسر كان لديها معيلات من الإناث دون وجود شريك، بينما كانت نسبة 6.4% من الأسر لديها معيلون من الذكور دون وجود شريكة وكانت نسبة 30.6% من غير العائلات. تألفت نسبة 26.1% من أصل جميع الأسر من عدة أفراد يعيشون في نفس المنزل ونسبة 10.3% كانت تتألف من شخص يعيش بمفرده يبلغ من العمر 65 عاماً أو أكثر. وبلغ متوسط حجم الأسرة المعيشية 2.63، أما متوسط حجم العائلات فبلغ 3.16.
بلغ العمر الوسطي للسكان 34.5 عاماً. وكانت نسبة 27.7% من القاطنين تحت سن الثامنة عشر، وكانت نسبة 9.3% بين الثامنة عشر والرابعة والعشرين عاماً، ونسبة 25.4% كانت واقعةً في الفئة العمرية ما بين الخامسة والعشرين والرابعة والأربعين عاماً، ونسبة 24.4% كانت ما بين الخامسة والأربعين والرابعة والستين، ونسبة 13.2% كانت ضمن فئة الخامسة والستين عاماً فما فوق. وتوزع التركيب الجنسي للسكان بنسبة 48.7% ذكور و51.3% إناث.

## المناخ
يظهر الجدول التالي التغييرات المناخية على مدار السنة لأرتيشيا:
| البيانات المناخية لـأرتيشيا       | البيانات المناخية لـأرتيشيا | البيانات المناخية لـأرتيشيا | البيانات المناخية لـأرتيشيا | البيانات المناخية لـأرتيشيا | البيانات المناخية لـأرتيشيا | البيانات المناخية لـأرتيشيا | البيانات المناخية لـأرتيشيا | البيانات المناخية لـأرتيشيا | البيانات المناخية لـأرتيشيا | البيانات المناخية لـأرتيشيا | البيانات المناخية لـأرتيشيا | البيانات المناخية لـأرتيشيا | البيانات المناخية لـأرتيشيا |
| الشهر                             | يناير                       | فبراير                      | مارس                        | أبريل                       | مايو                        | يونيو                       | يوليو                       | أغسطس                       | سبتمبر                      | أكتوبر                      | نوفمبر                      | ديسمبر                      | المعدل السنوي               |
| --------------------------------- | --------------------------- | --------------------------- | --------------------------- | --------------------------- | --------------------------- | --------------------------- | --------------------------- | --------------------------- | --------------------------- | --------------------------- | --------------------------- | --------------------------- | --------------------------- |
| الدرجة القصوى °ف (°م)             | 85 (29)                     | 86 (30)                     | 93 (34)                     | 100 (38)                    | 106 (41)                    | 113 (45)                    | 111 (44)                    | 107 (42)                    | 106 (41)                    | 99 (37)                     | 89 (32)                     | 85 (29)                     | 113 (45)                    |
| متوسط درجة الحرارة الكبرى °ف (°م) | 56.4 (13.6)                 | 62.4 (16.9)                 | 70.0 (21.1)                 | 77.7 (25.4)                 | 85.8 (29.9)                 | 93.3 (34.1)                 | 93.8 (34.3)                 | 91.8 (33.2)                 | 85.4 (29.7)                 | 76.9 (24.9)                 | 65.3 (18.5)                 | 57.1 (13.9)                 | 76.3 (24.6)                 |
| متوسط درجة الحرارة الصغرى °ف (°م) | 21.3 (−5.9)                 | 25.4 (−3.7)                 | 32.0 (0.0)                  | 40.2 (4.6)                  | 51.0 (10.6)                 | 59.8 (15.4)                 | 63.7 (17.6)                 | 61.9 (16.6)                 | 54.1 (12.3)                 | 41.6 (5.3)                  | 29.6 (−1.3)                 | 21.7 (−5.7)                 | 41.9 (5.5)                  |
| أدنى درجة حرارة °ف (°م)           | −20 (−29)                   | −9 (−23)                    | 9 (−13)                     | 16 (−9)                     | 26 (−3)                     | 42 (6)                      | 53 (12)                     | 48 (9)                      | 32 (0)                      | 18 (−8)                     | −10 (−23)                   | −13 (−25)                   | −20 (−29)                   |
| الهطول إنش (مم)                   | 0.40 (10)                   | 0.44 (11)                   | 0.28 (7.1)                  | 0.52 (13)                   | 1.23 (31)                   | 1.87 (47)                   | 1.38 (35)                   | 2.19 (56)                   | 2.51 (64)                   | 1.30 (33)                   | 0.69 (18)                   | 0.56 (14)                   | 13.37 (340)                 |
| متوسط تساقط الثلوج إنش (سم)       | 2.1 (5.3)                   | 1.5 (3.8)                   | 0.5 (1.3)                   | 0.6 (1.5)                   | 0 (0)                       | 0 (0)                       | 0 (0)                       | 0 (0)                       | 0 (0)                       | 0.1 (0.25)                  | 1.1 (2.8)                   | 1.8 (4.6)                   | 7.7 (20)                    |
| متوسط أيام هطول الأمطار           | 3.4                         | 2.8                         | 2.5                         | 2.6                         | 4.3                         | 4.9                         | 6.0                         | 7.6                         | 6.9                         | 5.6                         | 3.1                         | 3.2                         | 52.9                        |
| متوسط الأيام المثلجة              | 1.1                         | 0.7                         | 0.4                         | 0.2                         | 0                           | 0                           | 0                           | 0                           | 0                           | 0.1                         | 0.5                         | 1.0                         | 4                           |
| المصدر #1: The Weather Channel    |                             |                             |                             |                             |                             |                             |                             |                             |                             |                             |                             |                             |                             |
| المصدر #2: NCDC                   |                             |                             |                             |                             |                             |                             |                             |                             |                             |                             |                             |                             |                             |

## أعلام
- ستيف جونز
- رون نيلسون
- أليكسا هافينز
- تشارلز دبليو. هندرسون
- لاندري جونز
- كارل ماندا